# Рамзауэр, Петер
Пе́тер Ра́мзауэр (нем. Peter Ramsauer, род. 10 февраля 1954, Мюнхен) — немецкий политик.

## Образование
По окончании средней школы в 1973 году поступил в Мюнхенский университет на факультет делового администрирования, который закончил в 1979 году, получив диплом по специальности «Экономика торговли».
В 1985 году получил докторскую степень, защитив диссертацию по теме «Экономические цели и последствия региональной реформе в Баварии».

## Карьера
С 1972 года — в «Союзе молодых» (молодёжная организация партии ХДС/ХСС).
С 1973 года — член ХСС.
С 1983 года — заместитель председателя организации «Союза молодых» в Баварии.
В 1992—1998 годах был заместителем председателя «Союза малого и среднего бизнеса» в ХСС.
С 1990 года — член бундестага.
В 1998—2005 годах — парламентский секретарь партии ХДС/ХСС в бундестаге.
С 21 ноября 2005 года — заместитель председателя фракции ХДС/ХСС в бундестаге.
28 октября 2009 года назначен федеральным министром транспорта, строительства и городского хозяйства в кабинете Ангелы Меркель, занимал эту должность до конца срока полномочий кабинета 17 декабря 2013 года.

## Семья
Женат, имеет четырёх дочерей. Супруга Рамзауэра Сюзанна является двоюродной сестрой американской актрисы Сандры Буллок. По вероисповеданию — католик.